# Halásztelek
Halásztelek (bulgarisch Халастелек) ist eine ungarische Stadt im Kreis Szigetszentmiklós im Komitat Pest. Sie liegt etwa 15 Kilometer südwestlich des Stadtzentrums der Hauptstadt Budapest auf der Csepel-Insel in der Donau.

## Geschichte
Die Stadt wurde im Zuge der wirtschaftlichen Entwicklung Csepels 1951 gegründet. Halászteleks Lage und die Nähe zu der Hauptstadt brachte in den 1990er Jahren ein großes Bevölkerungswachstum. Halásztelek erhielt 2008 den Status einer Stadt.

## Sehenswürdigkeiten
- Schloss Malonyai (Malonyai-kastély)
- Römisch-katholische Kirche Árpád-házi Szent Erzsébet
- Griechisch-katholische Kirche Szent László
- Reformierte Kirche
- Freundschafts- und Gedenkpark (Barátság és emlékpark) mit Gedenkstein und bulgarischem Wasserrad
- Petőfi-Denkmal, erschaffen von Gergely Csoma
- Militärflughafen Tököl (Tököli repülőtér)
- Sendeturm Lakihegy (Lakihegyi adótorony)
- Csepel (Insel) Sandplatte Lehrpfad[3]
- Donau-Ufer

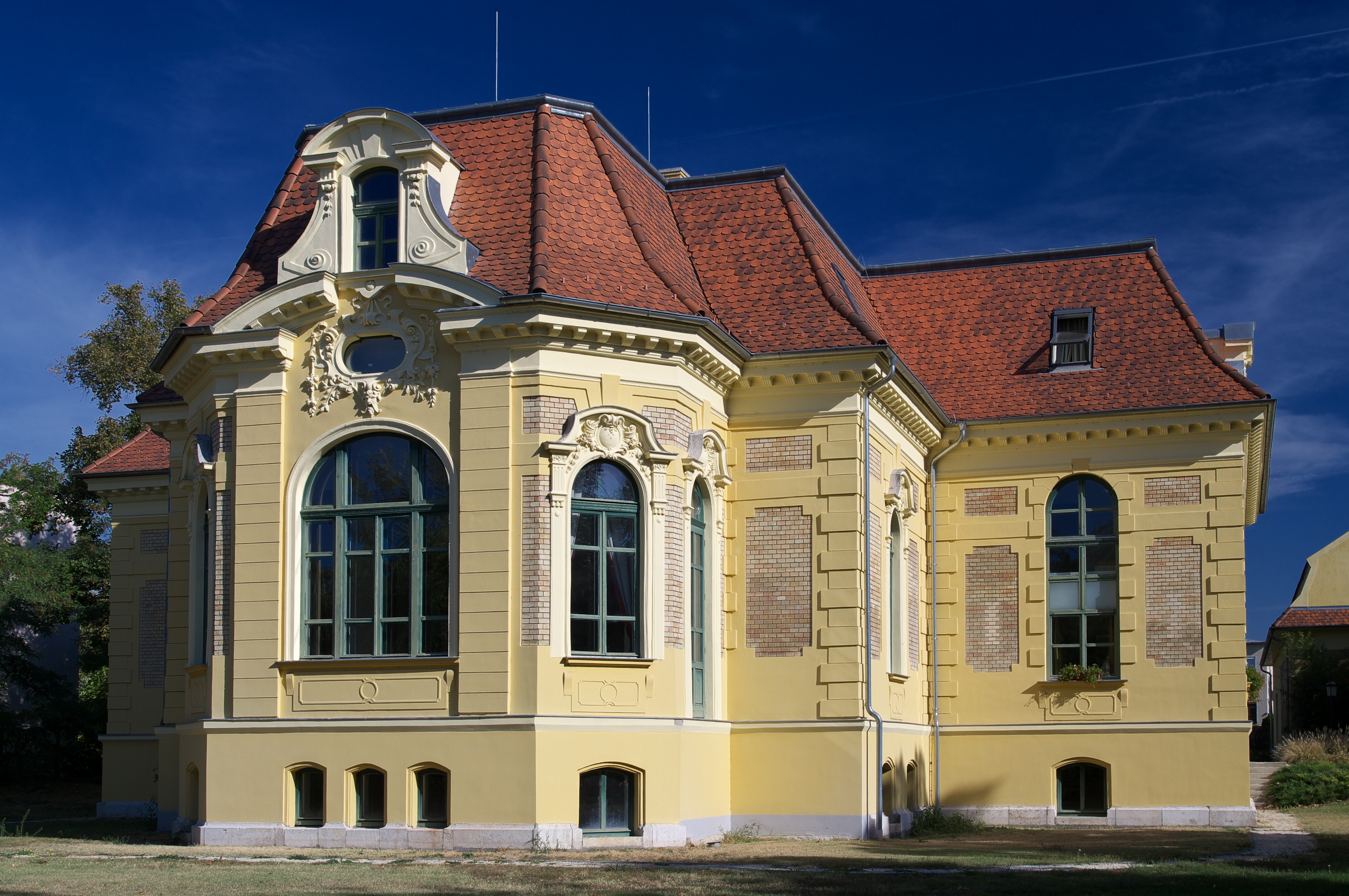
Schloss Malonyai
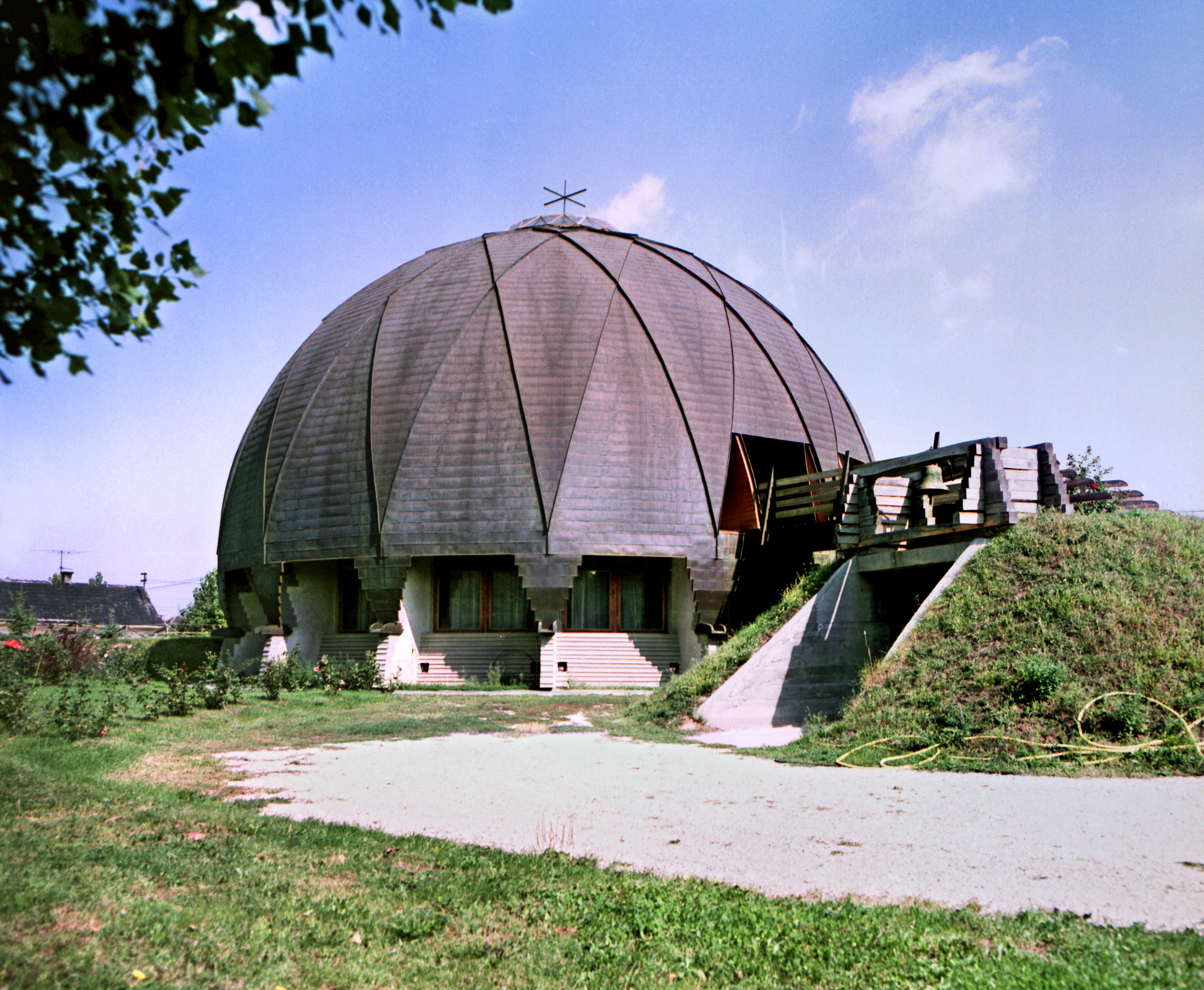
Kirche St. Elisabeth der Arpaden im Stil der Organischen Architektur. Entwurf György Csete, 1976–1982
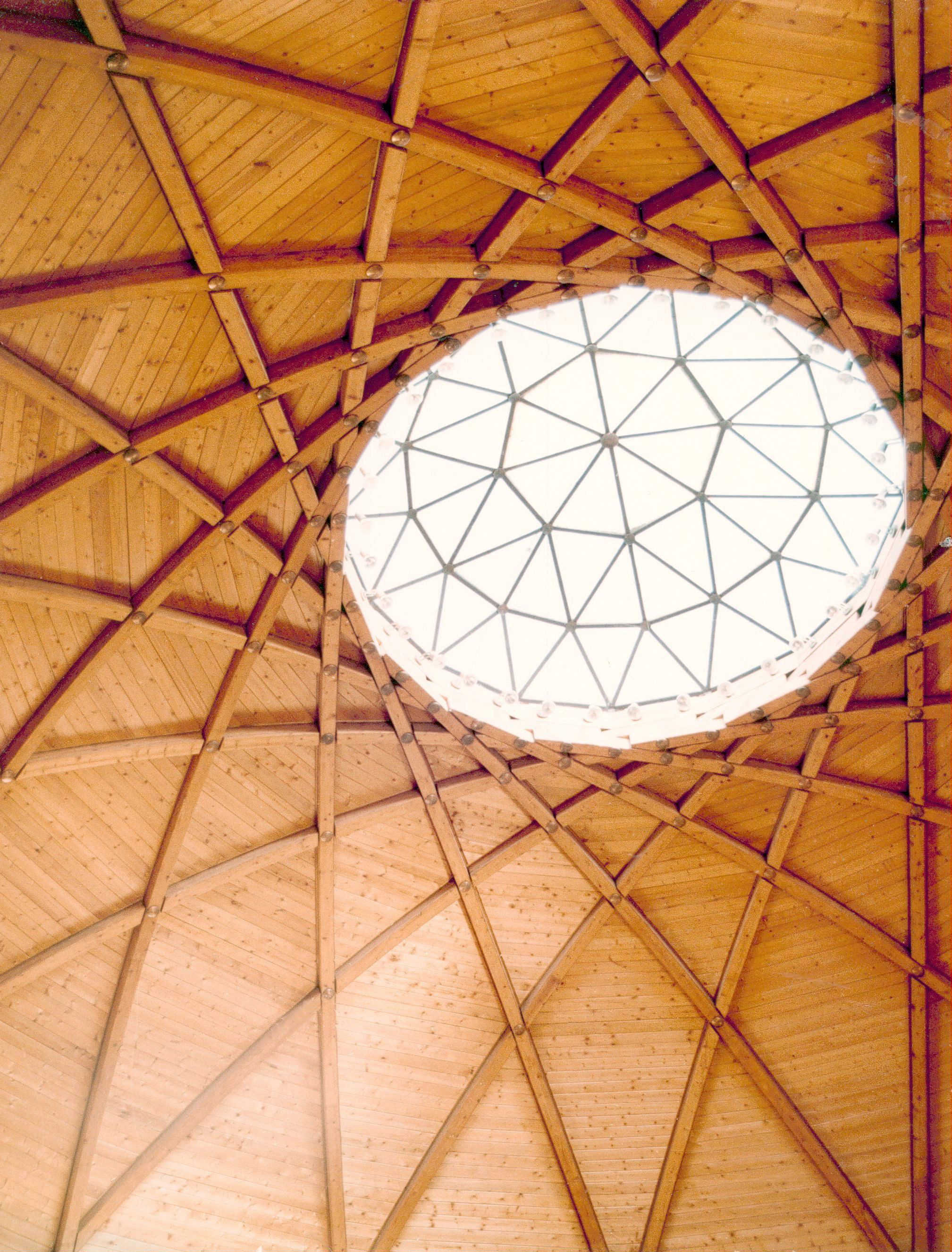
Blick in die Kuppel der röm.-kath. Kirche

## Schulen
- Bocskai István Grundschule und Gymnasium der reformierten Kirche
- Hunyadi Mátyás Grundschule und Gymnasium

## Städtepartnerschaften
- Leisnig, Deutschland
- Nikopol (Никопол), Bulgarien
- Oggiono, Italien
- Polikraischte (Поликраище), Bulgarien
- Rousínov, Tschechien
- Sâncraiu, Rumänien

## Persönlichkeiten
- László Cseh (* 1985 in Halásztelek), Schwimmer
- Balázs Hárai (* 1987 in Budapest), Wasserpolo

## Verkehr
Durch Halásztelek verläuft die Landstraße Nr. 5101. Es bestehen Busverbindungen mit der Linie 690 nach Szigethalom, wo ein Abschluss an die Linie 6 der Budapester Vorortbahn HÉV besteht sowie zum Bahnhof Csepel, der an die Linie 7 der HÉV angebunden ist.